# Кондратцево
Кондратцево — деревня в Шуйском районе Ивановской области. Входит в состав Колобовского городского поселения.

## География
Находится в южной части Ивановской области на расстоянии приблизительно 14 км на юг-юго-запад по прямой от районного центра города Шуя.

## История
В 1859 году здесь (тогда деревня Кондрацево в составе Ковровского уезда Владимирской губернии) было учтено 17 дворов.

## Население
Постоянное население составляло 107 человек (1859 год), 7 в 2002 году (русские 100 %), 1 в 2010.